# Rio Baranca (Siret)
O Rio Baranca é um rio da Romênia afluente do Rio Siret, localizado no distrito de Suceava.